# 凱瑟琳·強森
凱薩琳·科爾曼·戈布爾·強森（英語：Katherine Coleman Goble Johnson，1918年8月26日—2020年2月24日），本名克里奧拉·嘉芙蓮·高文（Creola Katherine Coleman），生於美國西維吉尼亞州白硫磺泉鎮，數學家與物理學家。美國首次及往後的載人太空飛行之所以成功，很大程度歸功於她在航天動力學範疇的計算數據。嘉芙蓮·莊臣在美國太空總署（NASA）及其前身美國國家航空諮詢委員會（NACA）供職長達35年，擅長在數位電腦撰寫程式的輔助下作大量複雜的人工運算。她被視為最早在NASA工作的非裔女性科學家之一。
嘉芙蓮·莊臣的實際貢獻包括為水星計劃飛行任務（其中包括艾伦·谢泼德執行的美國人首次太空飛行和约翰·格伦執行的美國人首次進入軌道環繞地球飛行）計算飛行軌跡、發射窗口和緊急回航路徑；計算太陽神登月計劃中登月艇和指揮艙的會合路徑。此外，她的計算亦為穿梭機計劃的啟動以及火星探測計劃的籌備奠定了重要基礎。
2015年，嘉芙蓮·莊臣獲美國總統巴拉克·奧巴馬頒授總統自由獎章。翌年，她獲頒史努比銀質獎章（Silver Snoopy Award），以表揚她作為NASA員工對載人太空飛行任務的安全和成功所作出的重大貢獻。2019年她獲頒授國會金質獎章，次年以101歲高齡辭世。

### 早年生活及教育
克里奧拉·嘉芙蓮·高文生於1918年8月26日，她是茱伊列特和約書亞·高文四個孩子中最小的一个。茱伊列特是一位教師，約書亞則當過伐木工、農夫、水電工，一家名叫格林布賴爾渡假村的酒店打工。嘉芙蓮·高文從小顯現出優異的數學才能。由於所在的格林布賴爾縣沒有為非裔學生提供八年級（即初中二年級）以上的公立學校服務，她的父母便安排她到州府查爾斯頓附近的學院鎮（Institute）一所高中就讀，這所高中就在西維珍尼亞州立學院（West Virginia State College，西維珍尼亞州立大學的前身）校園裡面，而當時她只有10歲。她的家人就在兩地之間來往，上學的日子留在學院鎮，夏天就回到白硫磺泉鎮。嘉芙蓮14歲便高中畢業，順理成章入讀傳統黑人大學西維珍尼亞州立學院。她完成了大學所有的數學課程。曾經指導過她的教授包括高中時期的導師、黑人女化學家及數學家安琪·特納·金（Angie Turner King）和歷來第三位取得數學博士銜頭的非裔美國人威廉·席費林·克萊特（William Schieffelin Claytor）等。克萊特更特別開辦專為嘉芙蓮而設的數學課程。1937年嘉芙蓮18歲時，以最優秀（summa cum laude）成績畢業，取得數學與法語兩個學位。她也是姊妹會（一個由非裔大學生成立的姊妹會）的成員。畢業後，她移居維吉尼亞州的馬里恩（Marion），在一所黑人公立高中擔任教師，教授數學、法語與音樂。
當她在1939年與第一任丈夫占士·戈布爾結婚後，便放棄教職並報讀了一個數學研究課程，可是一年之後由於懷有身孕而退學。她是首位在摩根敦西維珍尼亞大學修讀研究學位的非裔黑人女性。嘉芙蓮經西維珍尼亞州立學院校長約翰·W·戴維斯引薦，成為自1938年最高法院裁決密蘇里代蓋恩斯訴加拿大（Missouri ex rel. Gaines v. Canada）一案後，首三位入讀研究院的非裔美國學生之一，也是當中唯一一位女性。根據最高法院對該案的判決，所有聯邦州份都需向黑人學生提供對等於白人學生的教育機會，不論是容許兩者在同一學校上課，或提供相同數量的黑人學校予黑人學生入讀。

### 職業生涯

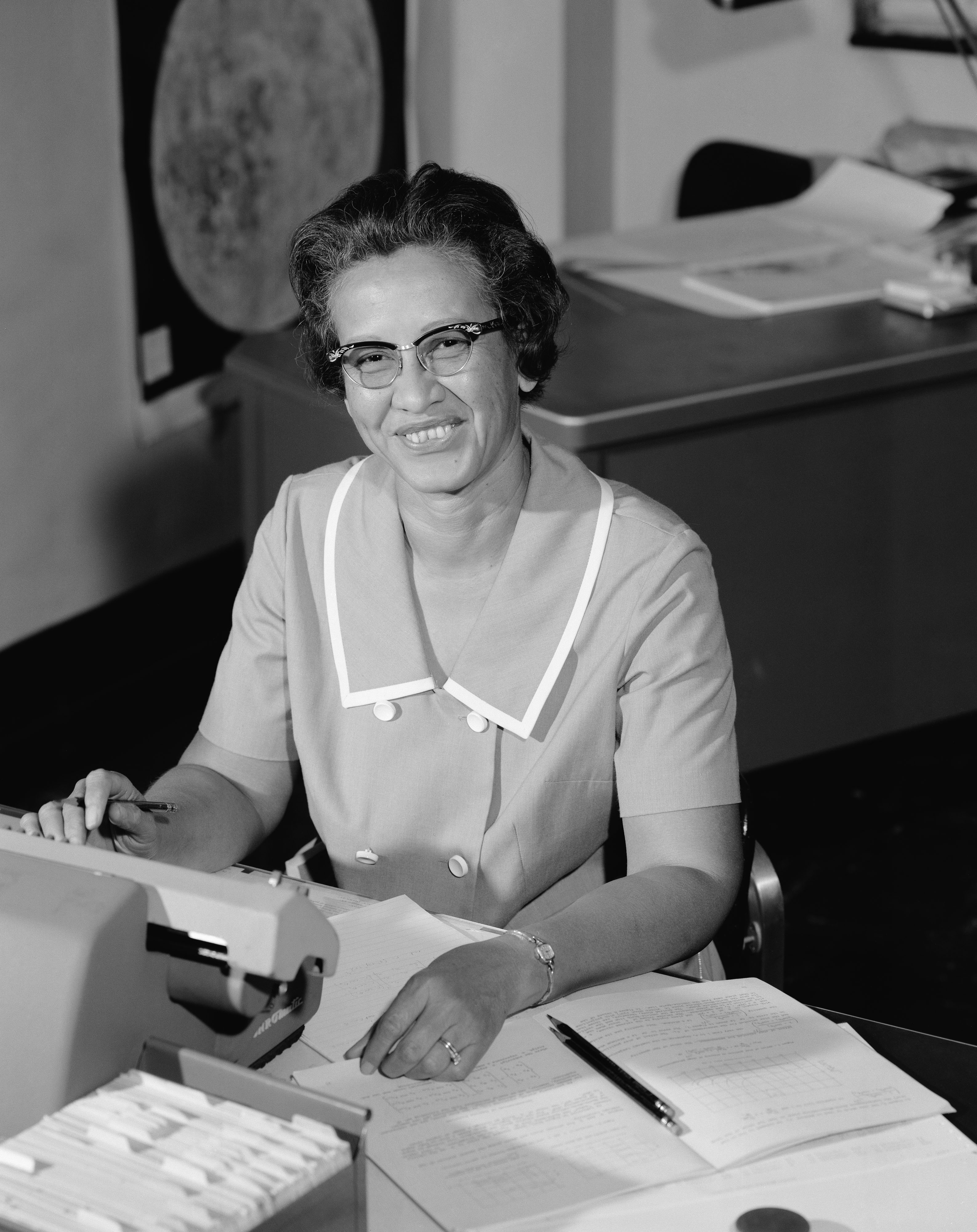
在NASA作為計算員的莊臣，攝於1966年

莊臣決心成為研究數學家，但這是當時非裔美國女性難以進入的領域。1952年，在一次家族聚會中，親戚向她提及NACA正在為新成立的部門徵求數學家。位於維珍尼亞州漢普頓的蘭利紀念航天研究所（Langley Memorial Aeronautical Laboratory，蘭利研究中心的前身）當時正為其「制導及導航部」聘請白人和非裔美國人數學家。莊臣於1953年應聘入職。
根據國家遠見領導人計劃（National Visionary Leadership Project）的口述歷史檔案：
「[莊臣]起初跟一群女性分擔數學運算的工作，她形容那群女同僚為『穿著裙子的電子計算機』。她們的主要職務是檢視來自飛機黑盒的數據並作出精確運算。有一天，嘉芙蓮和另一位女同僚被臨時指派到全男班的飛行研究小隊幫忙，因著她優秀的解析幾何知識，她跟男上司和同事們合作無間，『他們甚至都忘了讓我回去運算隊那邊』。雖然種族和性別隔閡一直都在，但嘉芙蓮說她無視那些隔閡。果敢的她甚至要求出席此前從未有女性出席過的編輯會議。她跟其他人說，她勝任這份工作，她適合那裡。」

1953至1958年期間，嘉芙蓮·莊臣成為一名計算員，分析諸如如何減輕陣風對飛機的影響等問題。起初她被指派到由另一位非裔數學家和計算員多萝西·沃恩領導、名為「西區計算員」（West Area Computers）的部門工作，後來改派到蘭利飛行研究分部的制導和控制部門，而這個部門是白人男性工程師的天下。為遵守維珍尼亞州的種族隔離法律以及由伍德羅·威爾遜總統在20世紀初頒布的聯邦工作場所隔離規定，莊臣和其他非裔女性計算員工必須與白人同僚分隔工作、飲食和如廁的場所。她們的辦公室被稱為「有色計算員」。莊臣多年後在維珍尼亞州地方電視台WHRO-TV的一個訪問裡指出，她「並沒有感到種族隔離存在於NASA，因為所有人都忙於工作。任務來了就工作，重要的是完成自己的職責… 還有午休時間打橋牌。」她還說「我沒有感受到任何（種族）隔離，我知道它存在，但就是感受不到。」
NACA在1958年改組成為NASA，並全面應用數碼電腦進行運算工作，「有色計算員」團隊因而解散。雖然表面上不再設置實質的隔離設施，不同形式的歧視卻仍然無處不在。莊臣回憶：
「作為那年代的女性，我們必須充滿自信—自信而且積極，而程度如何則視乎你在哪個地方。我必須這樣。那時候NASA的報告上不會出現女性名字—我也從未見過我那個部門的女性在任何報告上面署名。那時候我和泰德·斯科平斯基（Ted Skopinski）共事，他要離開轉到侯斯頓工作……可是我們那位不怎麼喜歡女性的主管亨利·皮爾遜（Henry Pearson）要求泰德離開前先完成我和他正在撰寫的報告。最後，泰德告訴他「嘉芙蓮可以完成它，反正大部份都是她做的。」皮爾遜無可奈何，只好讓我完成並署名報告，那是部門裡第一次有女性的名字出現在甚麼東西上面。」
由1958年直至1986年她退休之時，嘉芙蓮·莊臣成為一名航太技術員，並轉到太空飛行器控制分部工作。1961年5月5日，艾倫·謝潑德成為首位進入太空的美國人，而這次任務的飛行軌道正是由莊臣計算得出。同年，同樣由艾倫·謝潑德執飛的水星計劃，計算發射窗口的工作也由莊臣負責。另外，她也劃定了後備航線圖，供太空人一旦遇上太空船電子故障時作緊急回航之用。當NASA第一次運用電腦計算約翰·格倫繞地球飛行的軌道時，也應格倫要求請莊臣來核實電腦的計算數據，因為格倫表示如果NASA不這樣做，他將拒絕執行任務。有線電視台（後易名為）在一個關於嘉芙蓮·莊臣的節目中形容「那是困難得多的計算，關乎天體的引力問題」。黑人作家瑪歌特·李·夏特利（Margot Lee Shetterly）表示，「那些成為了英雄的太空人，也把這位來自還有種類隔閡的南方的黑人女性，視為確保任務能夠成功的其中一個關鍵。」
莊臣之後直接使用數碼電腦工作，並以她的工作能力和精確計算的聲譽，令人們對當時還是新科技的電腦建立了信心。1961年，憑著她準確計算得出的回航軌道數據，協助當局快速尋回由艾倫·謝潑德駕駛降落地面的自由7號返回艙。

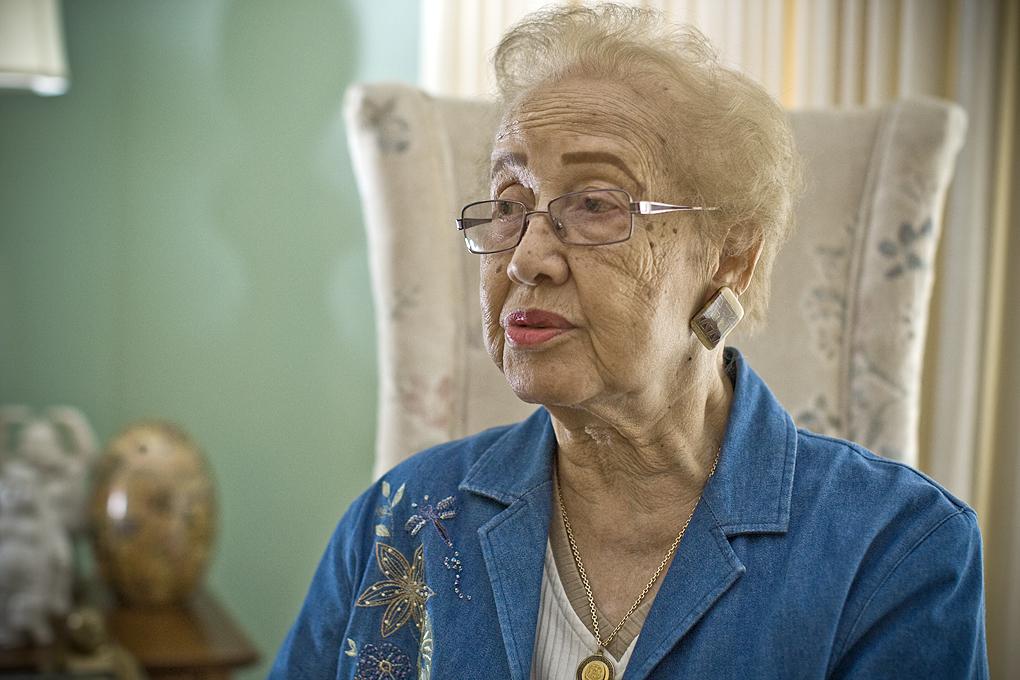
嘉芙蓮·莊臣，攝於2008

此外，莊臣亦參與1969年太陽神11號飛往月球的軌道計算工作。當登月艇降落月球時，莊臣正在波科諾山（Pocono Mountains）出席一個會議，她和其他人圍在一台小電視機前面觀看尼爾·杭思朗和巴茲·艾德靈在月球邁出的第一步。次年，莊臣參與太陽神13號登月任務。當中途因太空船服務艙發生爆炸而取消任務時，她制定的後備步驟和飛行圖表幫助太空人安全返回地球，其中包括建立一個單星觀察系統（one-star observation system）讓太空人在茫茫太空中準確地知悉自己身處何方。她在2010年的一個訪問中提到，「所有人都關心送他們到那裡（月球），我們關心如何帶他們回來（地球）。」莊臣在工作生涯後期也參與了穿梭機、陸地衛星以至籌備火星探測等計劃。她在NACA和NASA工作35年後，於1986年榮休。

### 私人生活及逝世
莊臣於1939年與占士·法蘭西斯·戈布爾（James Francis Goble）結婚，二人育有三名女兒：康斯堤斯、茱伊列特（與她母親同名）和嘉芙蓮（與她本人同名）。1953年，因工作關係她們舉家搬到維珍尼亞州紐波特紐斯。三年後，占士死於不能動手術切除的腦腫瘤。1959年，她與美國陸軍士官及韓戰退伍軍人占士·Ａ·「占姆」·莊臣（James A. "Jim" Johnson）結婚，二人的婚姻維持了60年，占姆2019年3月去世，享年93歲。莊臣共有6名孫兒女和11名曾孫兒女，晚年居於維珍尼亞州漢普頓。退休後，她致力鼓勵學生投身STEM（科學、技術、工程及數學）領域。
她加入卡佛紀念長老教會（Carver Memorial Presbyterian Church）長達50年。
2020年2月24日，嘉芙蓮·莊臣在紐波特紐斯一家護老院與世長辭，享年101歲。美國太空總署署長吉姆·布里登斯廷發推特形容她為「美國英雄」，並指「她的先驅事跡將永垂不朽」。

## 遺贈及榮譽

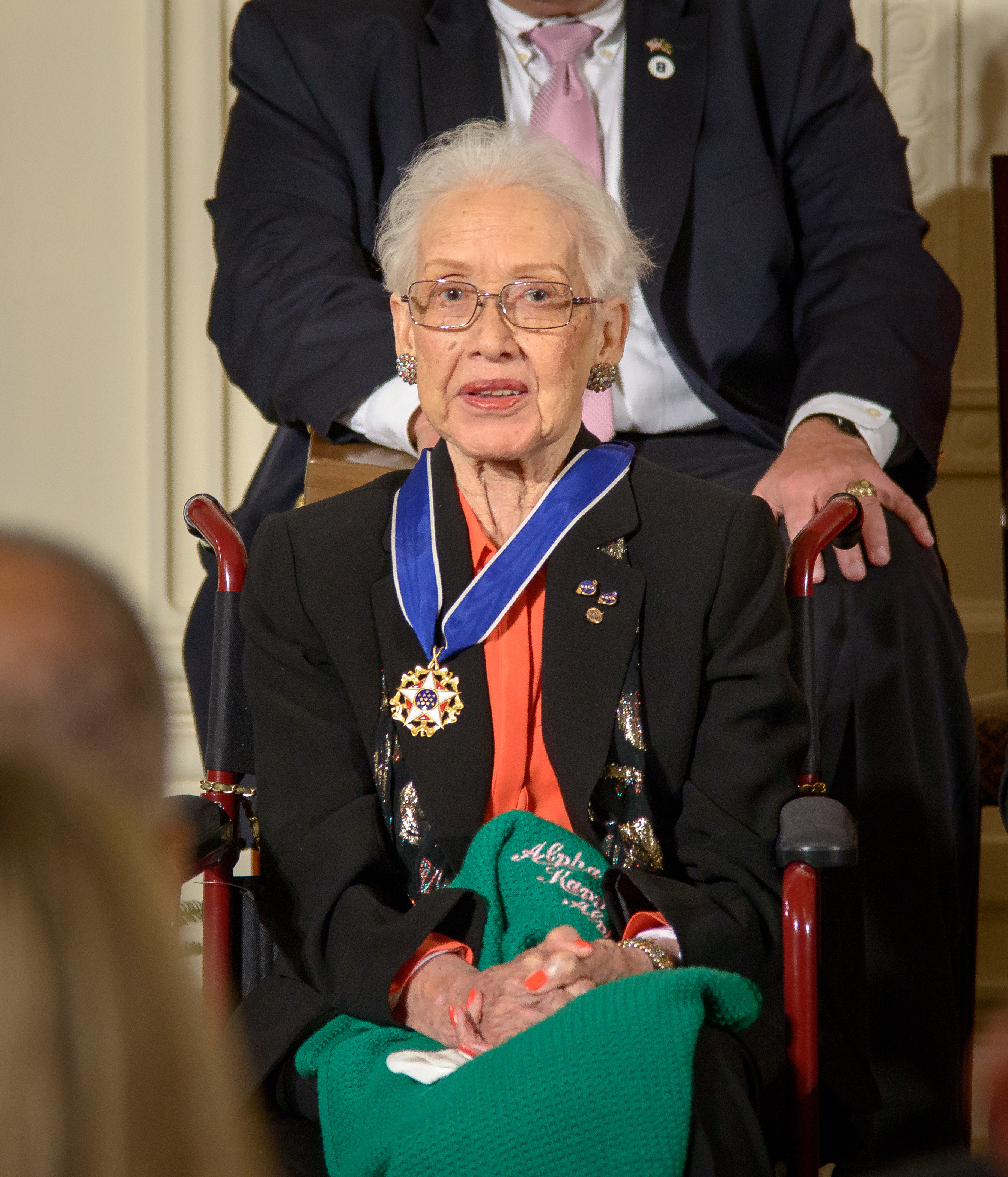
莊臣2015年獲頒授總統自由獎章

嘉芙蓮·莊臣共同出版了26篇科學文獻。她所獲得的榮譽以及被視為終生投身科學的模範，體現了她作為太空科學和計算科學先驅的社區影響力。莊臣1999年獲母校西維珍尼亞州立大學提名為年度傑出校友。2015年11月24日，莊臣與其他16名美國人獲美國總統巴拉克·奧巴馬頒授平民最高級別的榮譽總統自由獎章，授辭讚揚她是非裔美國女性在STEM領域的先驅代表。奧巴馬總統讚揚「嘉芙蓮·戈布爾·莊臣拒絕受社會對她性別和種族的既定框架所限制，並致力將人類所能觸及之處推進得更遠更廣。」NASA稱她為「歷史性的角色，首批為NASA工作的非裔美國女性科學家」。
2016年5月5日，位於維珍尼亞州漢普頓的蘭利研究中心將一座新落成的研究大樓命名為「嘉芙蓮·G·莊臣計算研究設施」（Katherine G. Johnson Computational Research Facility），這座大樓面積共40,000-平方英尺（3,700-平方），並於翌年9月22日正式開幕。莊臣親身出席了命名儀式，並紀念55年前的這天在莊臣的協助下、艾倫·謝潑德首次進入太空並返回地面的壯舉。蘭利研究中心署理總監克萊頓·透納（Clayton Turner）說：「全世界幾百萬人注視謝潑德的飛行，但他們那時候不知道，背後進行運算、幫助他飛上太空並平安歸來的，就是今天席上這位貴賓—嘉芙蓮·莊臣。」在儀式中，莊臣又自退役NASA宇航員利蘭·梅爾文（Leland Melvin）手上接過別稱為「太空人獎」的史努比銀質獎章（Silver Snoopy Award），以表揚她對太空飛行任務的安全和成功所作出的重大貢獻。
2016年，莊臣獲BBC提名為世界百大影響力女性（100 Women）。NASA在2016年一段影片中提到，「無論是美國步向太空的最初幾步，還是後來太陽神登月和穿梭機計劃的成功，她的計算都被證明極其重要。」
2016年12月電影《關鍵少數》（Hidden Figures）上映。這齣電影改編自瑪歌特·李·夏特利同年稍早出版的同名非小說書籍，描述了莊臣和另外兩位在NASA工作的非裔美國女性數學家瑪麗·傑作和桃樂絲·禾恩的故事，由泰拉姬·P·漢森飾演莊臣。。莊臣在漢森陪同下現身2017年第89屆奧斯卡金像獎頒獎典禮，獲全場起立致敬。在早前的一個訪問中，莊臣表示「這是一齣很好的電影。三位女主角演得唯妙唯肖。」另外，嘉芙蓮·莊臣這個角色亦出現在NBC劇集《穿越時間線》（Timeless）2016年的其中一集，由演員娜汀·艾利斯（Nadine Ellis）飾演。
2016年，科學作家瑪婭·魏斯托克（Maia Weinstock）在樂高Ideas原創設計網站上提交了一套「在NASA工作的女性」的積木設計，其中包括了莊臣的迷你人型，但莊臣本人拒絕了自己的迷你人型出現在最終版本設計裡。2018年5月12日，嘉芙蓮·莊臣獲維珍尼亞州威廉斯堡的威廉與瑪麗學院頒授名譽博士學位。同年8月，西維珍尼亞州立大學以莊臣的名義設立一個STEM獎學金，並在校園豎立她的等身銅像。玩具廠商美泰兒宣佈製作一個以莊臣為形象的芭比娃娃，這個芭比娃娃還配戴了NASA的職員證。2019年，莊臣獲《政府行政人員》（Government Executive）雜誌選為首批「政府名人堂」成員。

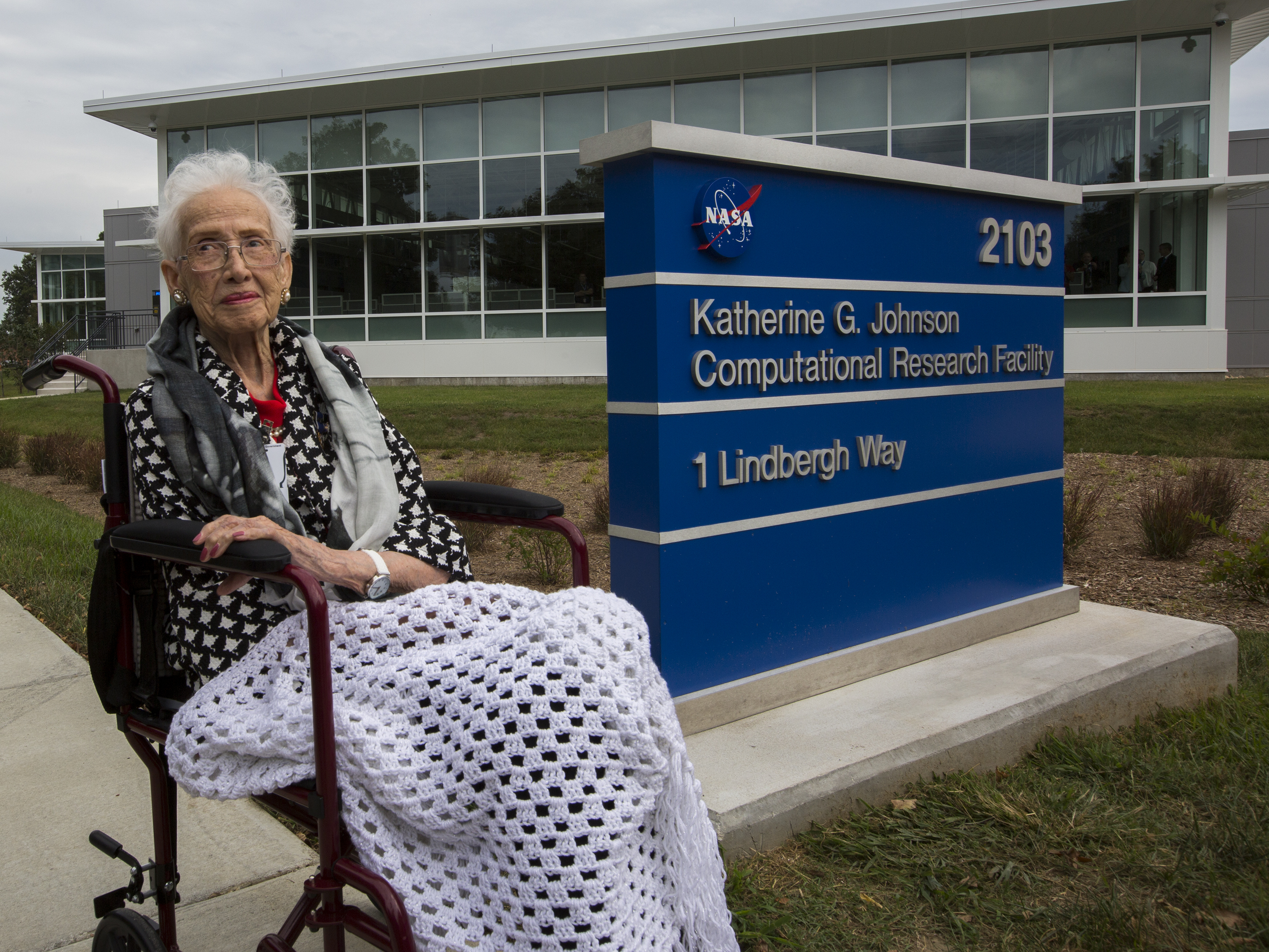
嘉芙蓮·莊臣在以她命名的嘉芙蓮·G·莊臣計算研究設施前留影

NASA有兩座設施以她命名，包括前述的嘉芙蓮·G·莊臣計算研究設施以及位於西維珍尼亞州費爾蒙特的「嘉芙蓮·莊臣獨立驗證及確認設施」 （Katherine Johnson Independent Verification and Validation Facility），後者原名「獨立驗證及確認設施」，2019年2月22日改為現名。

## 獎項與名銜

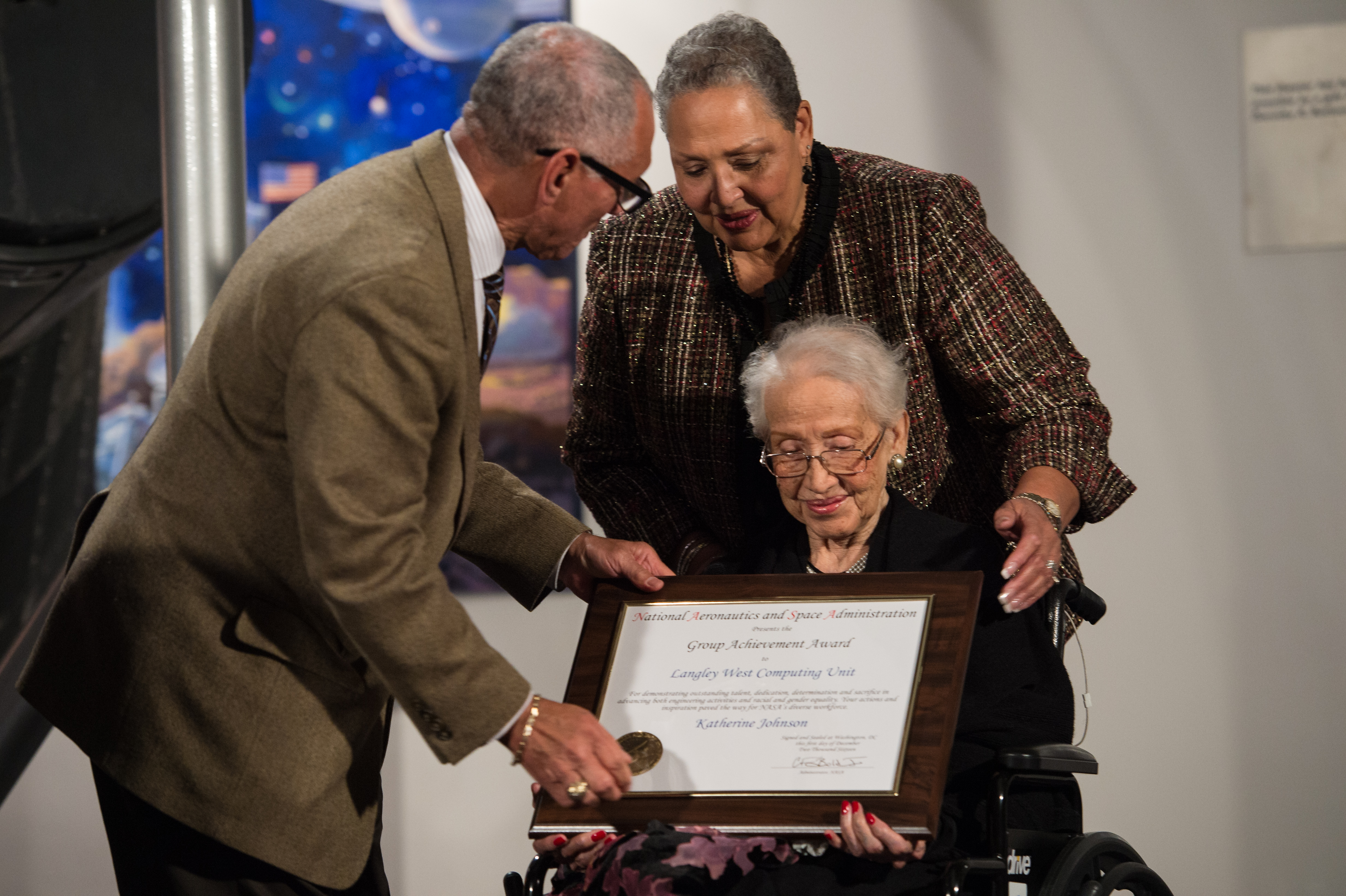
嘉芙蓮·莊臣接過NASA團隊成就獎

- NASA蘭利研究中心特別成就獎，1971、1980、1984、1985、1986年[53]
- 紐約州立大學法名戴爾學院（Farmingdale State College）名譽法學博士學位，1998年[1][54]
- 西維珍尼亞州立大學年度傑出校友，1999年[1][54]
- 馬里蘭州國會科技大學（Capitol Technology University）名譽科學博士，2006年[1][55]
- 維珍尼亞州老道明大學名譽科學博士，2010年[56]
- 國家女性歷史博物館德·皮桑獎（De Pizan Honor），2014年[57]
- 國家女性與資訊科技中心（National Center for Women & Information Technology, NCWIT）科技先驅獎，2015年[58]
- 總統自由獎章，2015年[59]
- 史努比銀質獎章，2016年[60]
- 太平洋天文學會阿瑟·B·C·沃克二世獎（Arthur B.C. Walker II Award），2016年[61]
- 西維珍尼亞大學總統名譽人文博士，2016年[62]
- NASA團隊成就獎（NASA Group Achievement Award），2016年12月1日。頒發予月球太空船和任務團隊，感謝其於導航的先驅工作，為準備太陽神計劃而執行的繞月及繪製月球地圖的太空飛行器提供支援[1][63]，一同獲獎者包括「西區計算員」的同僚瑪麗·積遜和桃樂絲·禾恩。
- 美國革命女兒會（Daughters of the American Revolution）榮譽獎章，2017年[64]
- 史貝爾曼學院（Spelman College）名譽博士，2017年[65]
- 維珍尼亞州威廉與瑪麗學院名譽博士學位，2018年5月12日[66][67]
- 約翰內斯堡大學及其科學學院頒授名譽哲學博士（ ），2019年4月29日，表揚她在NASA的卓越貢獻[68][69]
- 國會金質獎章，2019年11月8日[70][71]